# William Sloan (homme politique)
Pour les articles homonymes, voir William Sloan et Sloan.
William Sloan (10 septembre 1867-2 mars 1928) est un homme politique canadien de la Colombie-Britannique. Il est député fédéral libéral de la circonscription britanno-colombienne de Comox—Atlin de 1904 à 1909.
Il est aussi député provincial libéral de la circonscription britanno-colombienne de Nanaimo de 1916 à 1928.

## Biographie
Né à Wingham en Ontario, Sloan s'installe en Colombie-Britannique et siège comme député fédéral jusqu'à sa démission pour permettre à William Templeman de faire son entrée à la Chambre des communes.
Élu député provincial, il siège au cabinet à titre de ministre des Mines, commissaire aux Pêcheries et Secrétaire provincial. Il meurt en fonction à l'âge de 60 ans.
Son fils, Gordon, est ministre et député provincial de Vancouver Centre, ainsi que juge cour d'appel de la Colombie-Britannique.